# Kvalspelet till Europamästerskapet i fotboll 2012 (grupp I)
Grupp I i kvalspelet till Europamästerskapet i fotboll 2012 är en kvalificeringsgrupp till Europamästerskapet i fotboll 2012.
I gruppen spelade Spanien, Tjeckien, Skottland, Litauen och Liechtenstein.

## Tabell
| Nr | Lag           | S | V | O | F | GM | IM | MS  | P  |
| -- | ------------- | - | - | - | - | -- | -- | --- | -- |
| 1  | Spanien       | 8 | 8 | 0 | 0 | 26 | 6  | +20 | 24 |
| 2  | Tjeckien      | 8 | 4 | 1 | 3 | 12 | 8  | +4  | 13 |
| 3  | Skottland     | 8 | 3 | 2 | 3 | 9  | 10 | −1  | 11 |
| 4  | Litauen       | 8 | 1 | 2 | 5 | 4  | 13 | −9  | 5  |
| 5  | Liechtenstein | 8 | 1 | 1 | 6 | 3  | 17 | −14 | 4  |

## Resultat
|             | 3 september 2010 | Litauen | 0 – 0   | Skottland | S. Darius and S. Girėnas Stadium, Kaunas     |                                              |
| 21:15 UTC+3 | 21:15 UTC+3      |         | Rapport |           | Publik: 5 248 Domare: Cüneyt Çakır (Turkiet) | Publik: 5 248 Domare: Cüneyt Çakır (Turkiet) |
| 21:15 UTC+3 | 21:15 UTC+3      |         |         |           | Publik: 5 248 Domare: Cüneyt Çakır (Turkiet) | Publik: 5 248 Domare: Cüneyt Çakır (Turkiet) |
| 21:15 UTC+3 | 21:15 UTC+3      |         |         |           | Publik: 5 248 Domare: Cüneyt Çakır (Turkiet) | Publik: 5 248 Domare: Cüneyt Çakır (Turkiet) |

|             | 3 september 2010 | Liechtenstein | 0 – 4   | Spanien                             | Rheinpark Stadion, Vaduz                        |                                                 |
| 20:45 UTC+2 | 20:45 UTC+2      |               | Rapport | Torres 18′, 54′ Villa 26′ Silva 62′ | Publik: 6 100 Domare: Bülent Yıldırım (Turkiet) | Publik: 6 100 Domare: Bülent Yıldırım (Turkiet) |
| 20:45 UTC+2 | 20:45 UTC+2      |               |         |                                     | Publik: 6 100 Domare: Bülent Yıldırım (Turkiet) | Publik: 6 100 Domare: Bülent Yıldırım (Turkiet) |
| 20:45 UTC+2 | 20:45 UTC+2      |               |         |                                     | Publik: 6 100 Domare: Bülent Yıldırım (Turkiet) | Publik: 6 100 Domare: Bülent Yıldırım (Turkiet) |

|             | 7 september 2010 | Tjeckien | 0 – 1   | Litauen    | Andrův stadion, Olomouc                    |                                            |
| 20:15 UTC+2 | 20:15 UTC+2      |          | Rapport | Šernas 25′ | Publik: 12 038 Domare: Alon Yefet (Israel) | Publik: 12 038 Domare: Alon Yefet (Israel) |
| 20:15 UTC+2 | 20:15 UTC+2      |          |         |            | Publik: 12 038 Domare: Alon Yefet (Israel) | Publik: 12 038 Domare: Alon Yefet (Israel) |
| 20:15 UTC+2 | 20:15 UTC+2      |          |         |            | Publik: 12 038 Domare: Alon Yefet (Israel) | Publik: 12 038 Domare: Alon Yefet (Israel) |

|             | 7 september 2010 | Skottland                | 2 – 1   | Liechtenstein | Hampden Park, Glasgow                            |                                                  |
| 20:00 UTC+1 | 20:00 UTC+1      | Miller 62′ McManus 90+7′ | Rapport | Frick 46′     | Publik: 37 050 Domare: Viktor Shvetsov (Ukraina) | Publik: 37 050 Domare: Viktor Shvetsov (Ukraina) |
| 20:00 UTC+1 | 20:00 UTC+1      |                          |         |               | Publik: 37 050 Domare: Viktor Shvetsov (Ukraina) | Publik: 37 050 Domare: Viktor Shvetsov (Ukraina) |
| 20:00 UTC+1 | 20:00 UTC+1      |                          |         |               | Publik: 37 050 Domare: Viktor Shvetsov (Ukraina) | Publik: 37 050 Domare: Viktor Shvetsov (Ukraina) |

|             | 8 oktober 2010 | Tjeckien   | 1 – 0   | Skottland | Synot Tip Arena, Prag                        |                                              |
| 20:15 UTC+2 | 20:15 UTC+2    | Hubník 69′ | Rapport |           | Publik: 14 922 Domare: Ivan Bebek (Kroatien) | Publik: 14 922 Domare: Ivan Bebek (Kroatien) |
| 20:15 UTC+2 | 20:15 UTC+2    |            |         |           | Publik: 14 922 Domare: Ivan Bebek (Kroatien) | Publik: 14 922 Domare: Ivan Bebek (Kroatien) |
| 20:15 UTC+2 | 20:15 UTC+2    |            |         |           | Publik: 14 922 Domare: Ivan Bebek (Kroatien) | Publik: 14 922 Domare: Ivan Bebek (Kroatien) |

|             | 8 oktober 2010 | Spanien                     | 3 – 1   | Litauen    | Estadio El Helmántico, Salamanca                 |                                                  |
| 22:00 UTC+2 | 22:00 UTC+2    | Llorente 47′, 56′ Silva 79′ | Rapport | Šernas 54′ | Publik: 16 800 Domare: Gianluca Rocchi (Italien) | Publik: 16 800 Domare: Gianluca Rocchi (Italien) |
| 22:00 UTC+2 | 22:00 UTC+2    |                             |         |            | Publik: 16 800 Domare: Gianluca Rocchi (Italien) | Publik: 16 800 Domare: Gianluca Rocchi (Italien) |
| 22:00 UTC+2 | 22:00 UTC+2    |                             |         |            | Publik: 16 800 Domare: Gianluca Rocchi (Italien) | Publik: 16 800 Domare: Gianluca Rocchi (Italien) |

|             | 12 oktober 2010 | Liechtenstein | 0 – 2   | Tjeckien                | Rheinpark Stadion, Vaduz                           |                                                    |
| 20:00 UTC+2 | 20:00 UTC+2     |               | Rapport | Necid 12′ V. Kadlec 29′ | Publik: 2 555 Domare: Stanislav Sukhina (Ryssland) | Publik: 2 555 Domare: Stanislav Sukhina (Ryssland) |
| 20:00 UTC+2 | 20:00 UTC+2     |               |         |                         | Publik: 2 555 Domare: Stanislav Sukhina (Ryssland) | Publik: 2 555 Domare: Stanislav Sukhina (Ryssland) |
| 20:00 UTC+2 | 20:00 UTC+2     |               |         |                         | Publik: 2 555 Domare: Stanislav Sukhina (Ryssland) | Publik: 2 555 Domare: Stanislav Sukhina (Ryssland) |

|             | 12 oktober 2010 | Skottland                     | 2 – 3   | Spanien                                   | Hampden Park, Glasgow                            |                                                  |
| 20:00 UTC+1 | 20:00 UTC+1     | Naismith 58′ Piqué 67′ (sjm.) | Rapport | Villa 44′ (str.) Iniesta 55′ Llorente 79′ | Publik: 51 322 Domare: Massimo Busacca (Schweiz) | Publik: 51 322 Domare: Massimo Busacca (Schweiz) |
| 20:00 UTC+1 | 20:00 UTC+1     |                               |         |                                           | Publik: 51 322 Domare: Massimo Busacca (Schweiz) | Publik: 51 322 Domare: Massimo Busacca (Schweiz) |
| 20:00 UTC+1 | 20:00 UTC+1     |                               |         |                                           | Publik: 51 322 Domare: Massimo Busacca (Schweiz) | Publik: 51 322 Domare: Massimo Busacca (Schweiz) |

|             | 25 mars 2011 | Spanien               | 2 – 1   | Tjeckien   | Estadio Nuevo Los Cármenes, Granada           |                                               |
| 22:00 UTC+1 | 22:00 UTC+1  | Villa 69′, 73′ (str.) | Rapport | Plašil 29′ | Publik: 16 301 Domare: Viktor Kassai (Ungern) | Publik: 16 301 Domare: Viktor Kassai (Ungern) |
| 22:00 UTC+1 | 22:00 UTC+1  |                       |         |            | Publik: 16 301 Domare: Viktor Kassai (Ungern) | Publik: 16 301 Domare: Viktor Kassai (Ungern) |
| 22:00 UTC+1 | 22:00 UTC+1  |                       |         |            | Publik: 16 301 Domare: Viktor Kassai (Ungern) | Publik: 16 301 Domare: Viktor Kassai (Ungern) |

|             | 29 mars 2011 | Tjeckien               | 2 – 0   | Liechtenstein | Stadion Střelecký ostrov, České Budějovice           |                                                      |
| 17:30 UTC+2 | 17:30 UTC+2  | Baroš 3′ M. Kadlec 70′ | Rapport |               | Publik: 6 600 Domare: Ovidiu Alin Hategan (Rumänien) | Publik: 6 600 Domare: Ovidiu Alin Hategan (Rumänien) |
| 17:30 UTC+2 | 17:30 UTC+2  |                        |         |               | Publik: 6 600 Domare: Ovidiu Alin Hategan (Rumänien) | Publik: 6 600 Domare: Ovidiu Alin Hategan (Rumänien) |
| 17:30 UTC+2 | 17:30 UTC+2  |                        |         |               | Publik: 6 600 Domare: Ovidiu Alin Hategan (Rumänien) | Publik: 6 600 Domare: Ovidiu Alin Hategan (Rumänien) |

|             | 29 mars 2011 | Litauen          | 1 – 3   | Spanien                                | S. Darius and S. Girėnas Stadium, Kaunas | |
| 20:45 UTC+3 | 20:45 UTC+3  | Stankevičius 57′ | Rapport | Xavi 19′ Kijanskas 70′ (sjm.) Mata 83′ | Publik: 9 180<refname="soccerway.com">http://www.soccerway.com/matches/2 011/03/29/europe/european-championships/lithuania/spain/914 202/</ref> Domare: Laurent Duhamel (Frankrike) | Publik: 9 180<refname="soccerway.com">http://www.soccerway.com/matches/2 011/03/29/europe/european-championships/lithuania/spain/914 202/</ref> Domare: Laurent Duhamel (Frankrike) |
| 20:45 UTC+3 | 20:45 UTC+3  |                  |         |                                        | Publik: 9 180<refname="soccerway.com">http://www.soccerway.com/matches/2 011/03/29/europe/european-championships/lithuania/spain/914 202/</ref> Domare: Laurent Duhamel (Frankrike) | Publik: 9 180<refname="soccerway.com">http://www.soccerway.com/matches/2 011/03/29/europe/european-championships/lithuania/spain/914 202/</ref> Domare: Laurent Duhamel (Frankrike) |
| 20:45 UTC+3 | 20:45 UTC+3  |                  |         |                                        | Publik: 9 180<refname="soccerway.com">http://www.soccerway.com/matches/2 011/03/29/europe/european-championships/lithuania/spain/914 202/</ref> Domare: Laurent Duhamel (Frankrike) | Publik: 9 180<refname="soccerway.com">http://www.soccerway.com/matches/2 011/03/29/europe/european-championships/lithuania/spain/914 202/</ref> Domare: Laurent Duhamel (Frankrike) |

|             | 3 juni 2011 | Liechtenstein         | 2 – 0   | Litauen | Rheinpark Stadion, Vaduz                                                  |                                                                           |
| 19:30 UTC+2 | 19:30 UTC+2 | Erne 7′ Polverino 36′ | Rapport |         | Publik: 1 886<refname="soccerway.com"/> Domare: Artyom Kuchin (Kazakstan) | Publik: 1 886<refname="soccerway.com"/> Domare: Artyom Kuchin (Kazakstan) |
| 19:30 UTC+2 | 19:30 UTC+2 |                       |         |         | Publik: 1 886<refname="soccerway.com"/> Domare: Artyom Kuchin (Kazakstan) | Publik: 1 886<refname="soccerway.com"/> Domare: Artyom Kuchin (Kazakstan) |
| 19:30 UTC+2 | 19:30 UTC+2 |                       |         |         | Publik: 1 886<refname="soccerway.com"/> Domare: Artyom Kuchin (Kazakstan) | Publik: 1 886<refname="soccerway.com"/> Domare: Artyom Kuchin (Kazakstan) |

|             | 2 september 2011 | Litauen | 0 – 0   | Liechtenstein | S. Dariaus ir S. Girėno stadionas, Kaunas       |                                                 |
| 18:00 UTC+3 | 18:00 UTC+3      |         | Rapport |               | Publik: 3 500 Domare: Ken Henry Johnsen (Norge) | Publik: 3 500 Domare: Ken Henry Johnsen (Norge) |
| 18:00 UTC+3 | 18:00 UTC+3      |         |         |               | Publik: 3 500 Domare: Ken Henry Johnsen (Norge) | Publik: 3 500 Domare: Ken Henry Johnsen (Norge) |
| 18:00 UTC+3 | 18:00 UTC+3      |         |         |               | Publik: 3 500 Domare: Ken Henry Johnsen (Norge) | Publik: 3 500 Domare: Ken Henry Johnsen (Norge) |

|             | 3 september 2011 | Skottland               | 2 – 2   | Tjeckien                        | Hampden Park, Glasgow                             |                                                   |
| 15:00 UTC+1 | 15:00 UTC+1      | Miller 44′ Fletcher 82′ | Rapport | Plašil 78′ M. Kadlec 90′ (str.) | Publik: 51 564 Domare: Kevin Blom (Nederländerna) | Publik: 51 564 Domare: Kevin Blom (Nederländerna) |
| 15:00 UTC+1 | 15:00 UTC+1      |                         |         |                                 | Publik: 51 564 Domare: Kevin Blom (Nederländerna) | Publik: 51 564 Domare: Kevin Blom (Nederländerna) |
| 15:00 UTC+1 | 15:00 UTC+1      |                         |         |                                 | Publik: 51 564 Domare: Kevin Blom (Nederländerna) | Publik: 51 564 Domare: Kevin Blom (Nederländerna) |

|             | 6 september 2011 | Skottland    | 1 – 0   | Litauen | Hampden Park, Glasgow                              |                                                    |
| 20:00 UTC+1 | 20:00 UTC+1      | Naismith 50′ | Rapport |         | Publik: 34 071 Domare: Kristinn Jakobsson (Island) | Publik: 34 071 Domare: Kristinn Jakobsson (Island) |
| 20:00 UTC+1 | 20:00 UTC+1      |              |         |         | Publik: 34 071 Domare: Kristinn Jakobsson (Island) | Publik: 34 071 Domare: Kristinn Jakobsson (Island) |
| 20:00 UTC+1 | 20:00 UTC+1      |              |         |         | Publik: 34 071 Domare: Kristinn Jakobsson (Island) | Publik: 34 071 Domare: Kristinn Jakobsson (Island) |

|             | 6 september 2011 | Spanien                                            | 6 – 0   | Liechtenstein | Estadio Las Gaunas, Logroño                       |                                                   |
| 22:00 UTC+2 | 22:00 UTC+2      | Negredo 34′, 37′ Xavi 44′ Ramos 52′ Villa 60′, 79′ | Rapport |               | Publik: 15 660 Domare: Harald Lechner (Österrike) | Publik: 15 660 Domare: Harald Lechner (Österrike) |
| 22:00 UTC+2 | 22:00 UTC+2      |                                                    |         |               | Publik: 15 660 Domare: Harald Lechner (Österrike) | Publik: 15 660 Domare: Harald Lechner (Österrike) |
| 22:00 UTC+2 | 22:00 UTC+2      |                                                    |         |               | Publik: 15 660 Domare: Harald Lechner (Österrike) | Publik: 15 660 Domare: Harald Lechner (Österrike) |

|             | 7 oktober 2011 | Tjeckien | 0 – 2   | Spanien            | Generali Arena, Prag                               |                                                    |
| 20:45 UTC+2 | 20:45 UTC+2    |          | Rapport | Mata 6′ Alonso 23′ | Publik: 17 873 Domare: Paolo Tagliavento (Italien) | Publik: 17 873 Domare: Paolo Tagliavento (Italien) |
| 20:45 UTC+2 | 20:45 UTC+2    |          |         |                    | Publik: 17 873 Domare: Paolo Tagliavento (Italien) | Publik: 17 873 Domare: Paolo Tagliavento (Italien) |
| 20:45 UTC+2 | 20:45 UTC+2    |          |         |                    | Publik: 17 873 Domare: Paolo Tagliavento (Italien) | Publik: 17 873 Domare: Paolo Tagliavento (Italien) |

|             | 8 oktober 2011 | Liechtenstein | 0 – 1   | Skottland         | Rheinpark Stadion, Vaduz                       |                                                |
| 19:30 UTC+2 | 19:30 UTC+2    |               | Rapport | Mackail-Smith 32′ | Publik: 5 636 Domare: Tom Harald Hagen (Norge) | Publik: 5 636 Domare: Tom Harald Hagen (Norge) |
| 19:30 UTC+2 | 19:30 UTC+2    |               |         |                   | Publik: 5 636 Domare: Tom Harald Hagen (Norge) | Publik: 5 636 Domare: Tom Harald Hagen (Norge) |
| 19:30 UTC+2 | 19:30 UTC+2    |               |         |                   | Publik: 5 636 Domare: Tom Harald Hagen (Norge) | Publik: 5 636 Domare: Tom Harald Hagen (Norge) |

|             | 11 oktober 2011 | Spanien                 | 3 – 1   | Skottland             | Estadio José Rico Pérez, Alicante                   |                                                     |
| 20:45 UTC+2 | 20:45 UTC+2     | Silva 6′, 44′ Villa 54′ | Rapport | Goodwillie 66′ (str.) | Publik: 27 559 Domare: Stefan Johannesson (Sverige) | Publik: 27 559 Domare: Stefan Johannesson (Sverige) |
| 20:45 UTC+2 | 20:45 UTC+2     |                         |         |                       | Publik: 27 559 Domare: Stefan Johannesson (Sverige) | Publik: 27 559 Domare: Stefan Johannesson (Sverige) |
| 20:45 UTC+2 | 20:45 UTC+2     |                         |         |                       | Publik: 27 559 Domare: Stefan Johannesson (Sverige) | Publik: 27 559 Domare: Stefan Johannesson (Sverige) |

|             | 11 oktober 2011 | Litauen           | 1 – 4   | Tjeckien                                       | S. Dariaus ir S. Girėno stadionas, Kaunas                |                                                          |
| 21:45 UTC+3 | 21:45 UTC+3     | Šernas 68′ (str.) | Rapport | M. Kadlec 2′ (str.), 85′ (str.) Rezek 16′, 45′ | Publik: 4 000 Domare: David Fernández Borbalán (Spanien) | Publik: 4 000 Domare: David Fernández Borbalán (Spanien) |
| 21:45 UTC+3 | 21:45 UTC+3     |                   |         |                                                | Publik: 4 000 Domare: David Fernández Borbalán (Spanien) | Publik: 4 000 Domare: David Fernández Borbalán (Spanien) |
| 21:45 UTC+3 | 21:45 UTC+3     |                   |         |                                                | Publik: 4 000 Domare: David Fernández Borbalán (Spanien) | Publik: 4 000 Domare: David Fernández Borbalán (Spanien) |

## Målgörare
7 mål
- David Villa

4 mål
| - Michal Kadlec | - David Silva |  |

3 mål
| - Darvydas Šernas | - Fernando Llorente |  |

2 mål
| - Jaroslav Plašil - Jan Rezek - Kenny Miller | - Steven Naismith - Juan Mata - Álvaro Negredo | - Fernando Torres - Xavi |

1 mål
| - Milan Baroš - Roman Hubník - Václav Kadlec - Tomáš Necid - Philippe Erne | - Mario Frick - Michele Polverino - Marius Stankevičius - Darren Fletcher - David Goodwillie | - Craig Mackail-Smith - Stephen McManus - Xabi Alonso - Andrés Iniesta - Sergio Ramos |

1 självmål
- Tadas Kijanskas (spelandes mot Spanien)
- Gerard Piqué (spelandes mot Skottland)

## Publik
| Landslag      | Högsta | Lägsta | Totalt  | Snitt  |
| ------------- | ------ | ------ | ------- | ------ |
| Tjeckien      | 17 873 | 6 600  | 51 433  | 12 858 |
| Liechtenstein | 6 100  | 1 886  | 16 177  | 4 044  |
| Litauen       | 9 180  | 3 500  | 21 928  | 5 482  |
| Skottland     | 51 564 | 34 071 | 174 007 | 43 502 |
| Spanien       | 27 559 | 15 660 | 76 320  | 19 080 |

## Disciplin
| Pos | Spelare            | Land          | Gult kort | Rött kort | Avstängda match(er)                                                    | Anledning                                       |
| --- | ------------------ | ------------- | --------- | --------- | ---------------------------------------------------------------------- | ----------------------------------------------- |
| F   | Steven Whittaker   | Skottland     | 3         | 1         | mot Tjeckien (3 september 2011)                                        | Utvisad i en kvalmatch Varnad i två kvalmatcher |
| MF  | Tomáš Hübschman    | Tjeckien      | 2         | 1         | mot Litauen (11 oktober 2011) mot Montenegro (11 och 15 november 2011) | Utvisad i en kvalmatch                          |
| MF  | Edgaras Česnauskis | Litauen       | 2         | 1         | mot Skottland (6 september 2011)                                       | Utvisad i en kvalmatch                          |
| MF  | Roman Hubník       | Tjeckien      | 0         | 1         | mot Montenegro (11 november 2011)                                      | Utvisad i en kvalmatch                          |
| A   | Thomas Beck        | Liechtenstein | 3         | 0         | mot Litauen (2 september 2011)                                         | Varnad i två kvalmatcher                        |
| A   | Mario Frick        | Liechtenstein | 3         | 0         | mot Litauen (3 juni 2011)                                              | Varnad i två kvalmatcher                        |
| MF  | Michele Polverino  | Liechtenstein | 3         | 0         | mot Tjeckien (12 oktober 2010)                                         | Varnad i två kvalmatcher                        |
| F   | Martin Stocklasa   | Liechtenstein | 3         | 0         | mot Tjeckien (12 oktober 2010)                                         | Varnad i två kvalmatcher                        |
| MF  | Sandro Wieser      | Liechtenstein | 3         | 0         | mot Tjeckien (12 oktober 2010)                                         | Varnad i två kvalmatcher                        |
| MF  | Ramūnas Radavičius | Litauen       | 3         | 0         | mot Liechtenstein (2 september 2011)                                   | Varnad i två kvalmatcher                        |
| MF  | Jaroslav Plašil    | Tjeckien      | 2         | 0         | mot Spanien (7 oktober 2011)                                           | Varnad i två kvalmatcher                        |
| MF  | Jan Rezek          | Tjeckien      | 2         | 0         | mot Spanien (7 oktober 2011)                                           | Varnad i två kvalmatcher                        |
| F   | Franz Burgmeier    | Liechtenstein | 2         | 0         | mot Skottland (8 oktober 2011)                                         | Varnad i två kvalmatcher                        |
| F   | Martin Rechsteiner | Liechtenstein | 2         | 0         | mot Litauen (3 juni 2011)                                              | Varnad i två kvalmatcher                        |
| F   | Deividas Šemberas  | Litauen       | 2         | 0         | mot Tjeckien (11 oktober 2011)                                         | Varnad i två kvalmatcher                        |
| MF  | Darvydas Šernas    | Litauen       | 2         | 0         | mot Liechtenstein (2 september 2011)                                   | Varnad i två kvalmatcher                        |
| F   | Andrius Skerla     | Litauen       | 2         | 0         | ej bestämt                                                             | Varnad i två kvalmatcher                        |
| MF  | Scott Brown        | Skottland     | 2         | 0         | mot Litauen (6 september 2011)                                         | Varnad i två kvalmatcher                        |
| MF  | Lee McCulloch      | Skottland     | 2         | 0         | mot Tjeckien (8 oktober 2010)                                          | Varnad i två kvalmatcher                        |
| A   | Kenny Miller       | Skottland     | 2         | 0         | mot Litauen (6 september 2011)                                         | Varnad i två kvalmatcher                        |
| MF  | Barry Robson       | Skottland     | 2         | 0         | mot Spanien (12 oktober 2010)                                          | Varnad i två kvalmatcher                        |